# Schloss Nebílovy

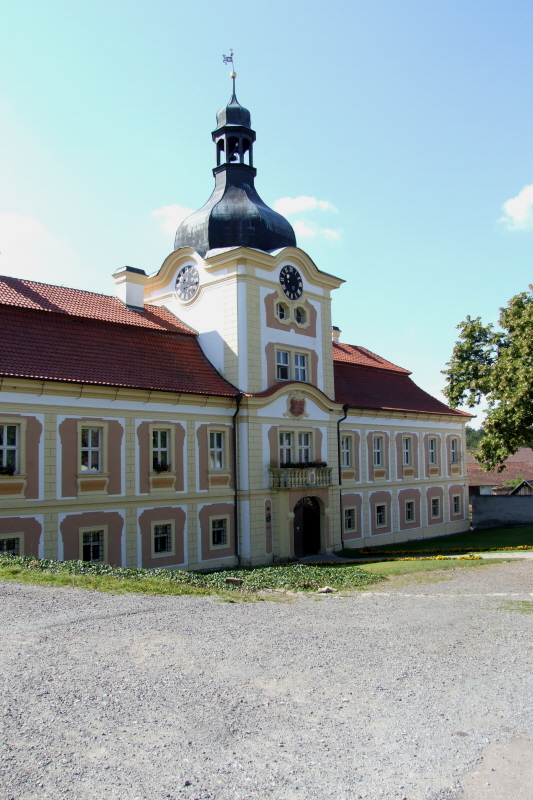
Schloss Nebilovy

Schloss Nebílovy (deutsch Nebillau) befindet sich in Nebílovy im Okres Plzeň - jih (Tschechien).
Das Schloss ist ein Beispiel der stilreinen, auf Wien orientierten Barockarchitektur in Böhmen. Von 1706 an wurde es nach Plänen von Johann Lucas von Hildebrandt durch den Pilsner Baumeister Jakob Auguston für Adam Heinrich von Steinau erbaut. Das Schloss wird durch zwei einander gegenüberliegende Gebäude gebildet, die früher an den Seiten durch Arkadengänge und Terrassen verbunden waren. Ende des 18. Jahrhunderts wurde das Schloss von Václav Haberditz und Johann Ignaz Palliardi rekonstruiert. Im Innern befinden sich Bilder des Prager Malers Antonín Tuvora.